# Interlaced Light Recording
Interlaced Light Recording (ILR) ist ein Aufnahmeverfahren, das bei Stop-Motion-Filmproduktionen zum Einsatz kommt. Anstatt das vollständig ausgeleuchtete Motiv zu fotografieren, werden einzelne Scheinwerfer oder Scheinwerfergruppen der Gesamtbeleuchtung abwechselnd eingeschaltet und das Motiv mit jeder daraus resultierenden Teilbeleuchtung einzeln fotografiert. Erst das spätere Zusammenführen dieser Teilbilder in der Postproduktion ergibt wieder das Motiv mit der Gesamtbeleuchtung. Entwickelt wurde das Verfahren in England von dem Filmemacher Tyron Montgomery.

## Zweck des ILR
Auch mit modernen, digitalen Verfahren der Postproduktion ist es nicht oder nur schwer möglich, selektive Veränderungen an einzelnen Lichtquellen oder Schatten eines Filmbildes vorzunehmen.
Beim Interlaced Light Recording wird das Licht einzelner Scheinwerfer oder Scheinwerfergruppen auf separaten Filmbildern aufgezeichnet. So können in der Postproduktion durch reguläre Bearbeitung dieser Teilbilder weiterhin individuelle Änderungen an separaten Lichtquellen vorgenommen werden, üblicherweise Änderungen an Farben, Kontrast oder Helligkeit.
Auch können auf diese Weise einzelne Schatten verstärkt oder entfernt werden, ohne die Schatten der übrigen Lichtquellen zu beeinflussen. Insbesondere können hierdurch Mehrfachschatten vermieden werden, welche die Ästhetik eines Filmbildes ansonsten negativ beeinflussen würden, ohne dass Kompromisse bei der Positionierung der Lichtquellen eingegangen werden müssen.

## Technik
Das ILR-Aufnahmeverfahren kann mit regulärer Filmtechnik durchgeführt werden, da einzelne Scheinwerfer oder Scheinwerfergruppen während der Dreharbeiten lediglich wiederholt ein- und ausgeschaltet werden müssen. Allerdings können solche Schaltprozesse sich nachteilig auf die Lebensdauer der verwendeten Leuchtmittel auswirken. Glühlampen werden daher meist schonend gedimmt.
Ungeeignet sind Gasentladungslampen, da diese in der Regel erst nach einiger Laufzeit ihre volle Helligkeit und eine stabile Farbtemperatur erreichen. Manche Gasentladungslampen lassen sich auch erst nach einer Abkühlzeit wieder einschalten.
Unproblematisch sind LED-Lampen, die auch in Stop-Motion-Produktionen verstärkt eingesetzt werden.
ILR eignet sich sowohl für analoge als auch für digitale Bildaufzeichnung. In beiden Fällen ist für das Zusammenführen der Teilbilder digitales Compositing erforderlich. Analog aufgezeichnete Bilder müssen zu diesem Zweck durch Abtastung in digitale Bilder konvertiert werden.